# جابه‌جایی چرخشی
در ریاضیات ترکیبیاتی، جابه‌جایی چرخشی یا جابه‌جایی دَوَرانی یا شیفت دوری عملیاتی است که درایه‌های یک چندتایی را با حرکت دادن درایه انتهایی به موقعیت آغازین آن، مجدداً آرایش می‌دهد، در حالی که تمام درایه‌های دیگر به مکان بعدی خود نقل مکان می‌کنند، یا با عملی معکوس با آنچه توصیف شد، در جهت مخالف  جابه‌جایی آرایه‌ها صورت می‌پذیرد. جابه‌جایی دورانی نوع خاصی از جایگشت دوری است که به نوبه خود نوع خاصی از جایگشت است. به‌طور صوری، جابه‌جایی دورانی را می‌توان جایگشتی چون {\displaystyle \sigma } از n عنصر در نظر گرفت که در یک چندتایی قرار دارند چنان‌که برای تمام {\displaystyle i=1,\cdots ,n} به پیمانه n داریم:
{\displaystyle \sigma (i)\equiv (i+1)}
یا:
{\displaystyle \sigma (i)\equiv (i-1)}
برای نمونه، با اعمال جابه‌جایی دورانی به‌طور مکرر روی چندتایی چهارتایی {\displaystyle (a,b,c,d)} به صورت پشت سر هم به نتایج زیر می‌رسیم:
- (d, a, b, c),
- (c, d, a, b),
- (b, c, d, a),
- (a, b, c, d)

که تاپل آخر، همان تاپل اولیه ما می‌باشد.

## مثال
اگر دنباله بیتی {\displaystyle 00010111} تحت جابه‌جایی دورانی تک‌بیتی قرار بگیرد … (تصاویر زیر را ببینید):
| - به راست نتیجه می‌دهد: ۱۰۰۰۱۰۱۱. | - به چپ نتیجه می‌دهد: ۰۰۱۰۱۱۱۰ |

اگر دنباله بیتی {\displaystyle 10010110} تحت عملیات زیر قرار می‌گرفت: